# Eumecynostomum evelinae
Eumecynostomum evelinae är en plattmaskart som först beskrevs av Ernst Marcus 1948.  Eumecynostomum evelinae ingår i släktet Eumecynostomum och familjen Mecynostomidae. Inga underarter finns listade i Catalogue of Life.